# Carl Fredrik Otto Wejdling
Carl Fredrik Otto Wejdling, född 25 januari 1783 i Skänninge, Östergötlands län, död 2 november 1865 i Pjätteryd, Kronobergs län, var en svensk borgmästare i Skänninge stad.
Wejdling var son till rådmannen Michael Wejdling och Elisabeth Margaretha Livijn. Wejdling studerade vid Linköpings gymnasium och från 1802 vid Uppsala universitet. Wejdling blev omkring 1803 vice borgmästare omkring 1802 i Skänninge. Bosatte sig omkring 1810 på Brokvarteret 50 i staden. Wejdling avled 1865 i Pjätteryd, Kronobergs län av astma.